# 조지 오브라이언

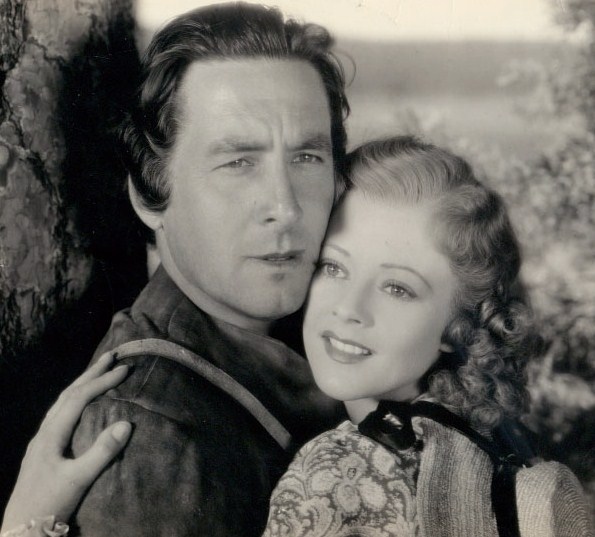

조지 오브라이언(George O'Brien, 1899년 4월 19일 ~ 1985년 9월 4일)는 미국의 배우, 장교, 영화배우, 영화 프로듀서이다.
샌프란시스코에서 태어났으며 털사에서 사망하였다. 사인은 심근 경색이다. 태평양에 매장되었다.

## 영화
- 샤이안 (1964년)
- 황색 리본을 한 여자 (1949년)
- 마이 와일드 아이리시 로즈 (1947년)
- 12월 7일 (1943년)
- 바다 아래 (1931년)
- 페이드 투 러브 (1927년)
- 선라이즈 (1927년)
- 더 블루 이글 (1926년)
- 피그 리브스 (1926년)
- 세 악당 (1926년)
- 씨 호크 (1924년)
- 철마 (1924년)